# Ђорђе Ћирковић
Ђорђе Ћирковић (Нова Варош, 18. јануар 1975.) српски је рукометни тренер и бивши рукометаш. Играо је на позицији средњег бека. Тренутно је тренер Партизана.

## Биографија
Ђорђе рођен је у Новој Вароши. Своје рукометне кораке започео је у свом родном месту, у РК Златар-у. 1993. године долази у рукометни клуб Војводину где уписује и завршава ДИФ.
Као играч осваја национално првенство 2002. године са Партизаном, а 2005. године са Војводином. Државни Куп осваја са Војводином 2005. и 2006. године, а 2007. године и са Партизаном.
Дипломирао је 2005. године, док је магистарску тезу одбранио 2010. године, а након тога докторирао је 2016. године.
Након теже спортске повреде започиње тренерску каријеру као помоћни тренер Зорану Куртешу у рукометном клубу Констанца, у Румунији 2008 године где освајају национални трофеј. Од 2011. године постаје главни тренер РК Војводине са којом постаје вицешампион 2012. године, а осваја национална првенства 2014. и 2015. године. Свесрпски куп и Суперкуп осваја 2014. године, а куп Србије 2015. године. Тиме осваја све трофеје у 2014/2015. сезони. Исте сезоне, први пут у историји, уводи клуб у групну фазу ЕХФ Лиге Шампиона. Тако постаје спортиста који је и као играч и као тренер освојио све трофеје у једној сезони.
Тренерску каријеру наставља у Констанци и Еурофарму. Са Еурофарм-ом пролази све три рунде ЕХФ купа 2018/2019. и тиме улазе у групну фазу ЕХФ лиге шампиона следеће сезоне. У Констанци осваја румунски национални Куп.
У лето 2023. године долази у Партизан и прве сезоне осваја национални куп у мају 2024. године, после 11 година без иједног трофеја овог клуба, а 5. јуна 2025. је двоструким тријумфом над Војводином успео да након 13 година врати титулу првака у Хумску и на тај начин Партизану донео јубиларни 10. шампионски трофеј. 